# トリエステ中央駅
トリエステ中央駅（イタリア語: Stazione di Trieste Centrale）は、イタリアのフリウリ＝ヴェネツィア・ジュリア州トリエステにある、レーテ・フェッロヴィアーリア・イタリアーナ（RFI）の鉄道駅。

## 概要
トリエステ市街地北部、ボルゴ・テレジアノ地区の西端に位置する中央駅。路線はボーヒニ線、ウーディネ＝トリエステ線、ヴェネツィア＝トリエステ線、リュブリャナ＝トリエステ線の4路線が当駅に接続しており、トレニタリアとスロベニア国鉄の列車が乗り入れる。駅のIATA空港コードはTXB。

## 歴史
トリエステ市の現在の鉄道網は、ほとんど旧オーストリア帝国とオーストリア＝ハンガリー帝国によって建設された鉄道路線に基づいている。 1857年7月27日、当時のオーストリアの鉄道会社k.k. Südliche Staatsbahn（SSTB）によりトリエステで最初の鉄道施設の建設を完了させた。この路線は今のウィーン＝トリエステ鉄道（ボーヒニ線のセジャーナ-トリエステ間を含む）の一部を形成する。
同日にオーストリア皇帝フランツ・ヨーゼフ1世の面前で、カール・リッター・フォン・ゲーガによって設計された小規模な乗客用ターミナル駅が開業した。位置は現在のトリエステ中央駅の隣の埋立地に建設された。
翌年の1858年9月23日、駅と路線は私鉄帝王政特権南部鉄道会社の所有に変わった。
オーストリア南部鉄道の主軸にトリエステが含まれることで、トリエステはオーストリア帝国において最大かつ最も重要な港湾都市になったことから経済が上向きになり、オーストリア帝国でのトリエステの重要度が高くなった。オーストリア帝国とトリエステとの間の交易路の急速な発展により、駅舎を一新することとなった。この駅舎はヴィルヘルム・フォン・フラッティッチによりネオルネッサンス建築で設計された。1878年6月19日に完成。
1887年、帝立王立国有鉄道は、トリエステからフルペリェ＝コジナまでを結ぶトリエステ-フルペリェ鉄道（イストリア鉄道の一部）を開通させた。この路線はオーストリア南部鉄道への依存を減らすことを意図して建設された。開通により、トリエステに2番目の駅であるトリエステ・サンクト・アンドレア駅（ドイツ語: Triest Sankt Andrea）が設置された。2つの駅は、リブ鉄道により結ばれた。
1906年、トリエステ・サンクト・アンドレア駅はよりキャパシティの大きい、施設の多いトリエステ・デッロ・スターロ駅に置き換えられた。
1919年、第一次世界大戦後のサン＝ジェルマン条約により、両駅はイタリア国鉄（FS）管轄に変わった。分割前の元の駅は後に今のトリエステ中央駅、トリエステ・デッロ・スターロ駅はトリエステ・カンポ・マルツィオ駅に改名された後に駅廃止、今ではトリエステ・カンポ・マルツィオ鉄道博物館になっている。
イタリア国鉄の子会社のセントスタチオーニの計画により、駅舎の改修工事が行われた。工事は2007年に完了。

## 駅構造

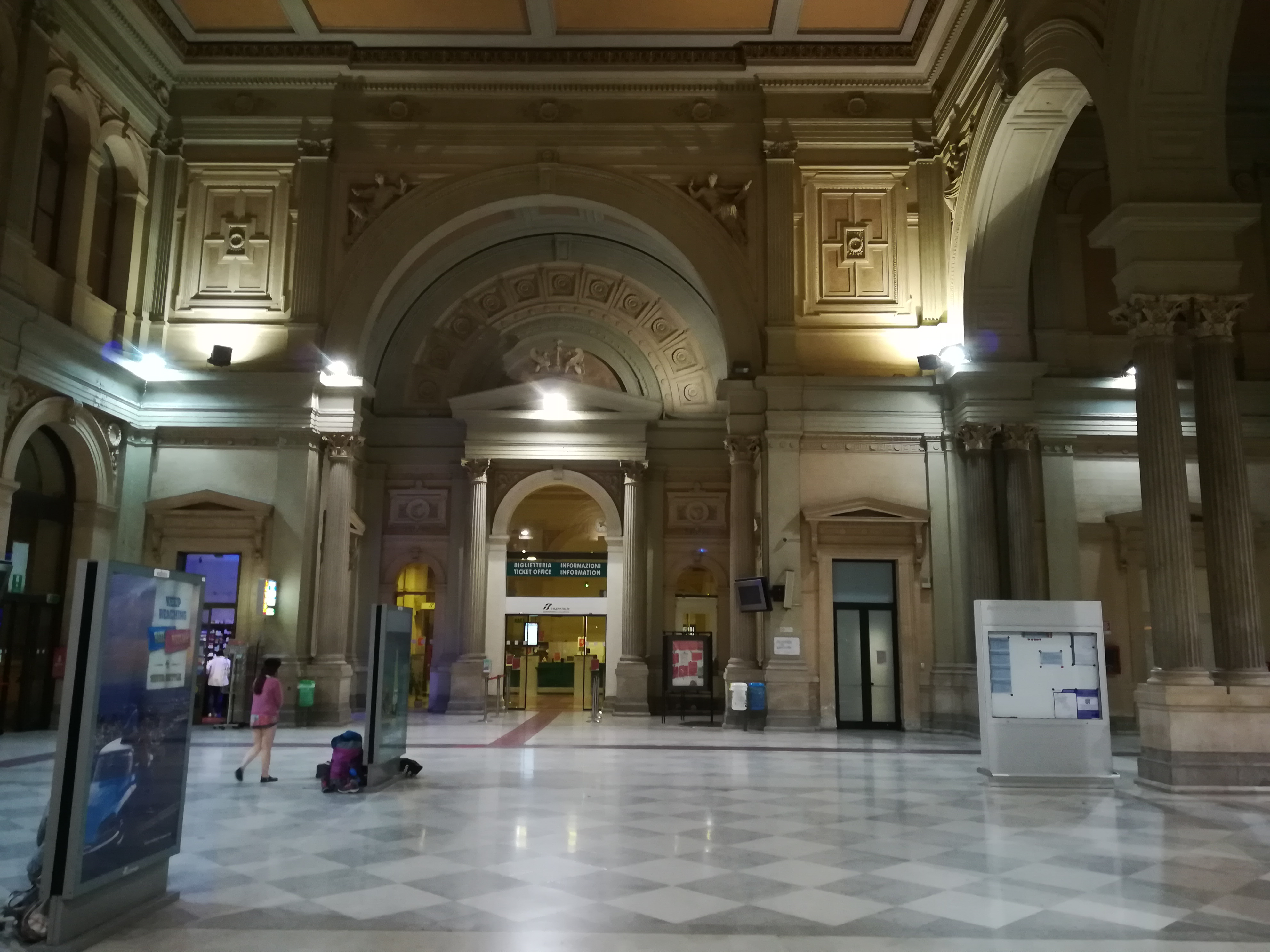
駅構内

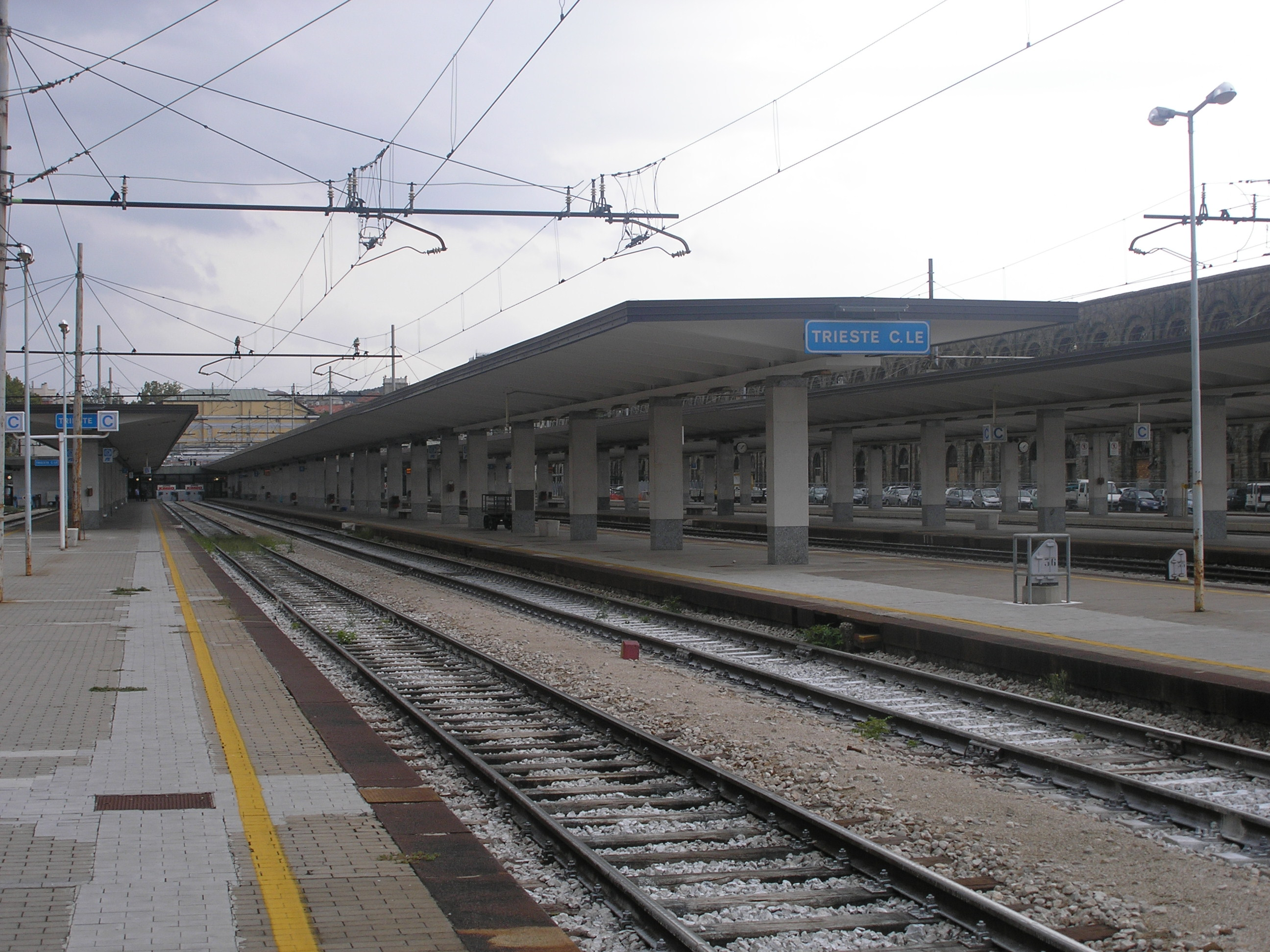
プラットホーム

頭端式ホーム4面8線の地上駅。その他、転車用の線路が2線設けられている。
駅舎内には鉄道警察隊本部、トレニタリアの事務所が併設されており、その他に商業施設としてスーパーマーケットやカトリック教会が入っている。

## 駅周辺
- トリエステ港（イタリア語版）
- トリエステフリックスバス停留所
- ピアッツァ・デッラ・リベルタ庭園
- 税務局（イタリア語版）
- NH トリエステ（ホテル）

## 隣の駅
トレニタリア
フレッチャルジェント
トリエステ空港駅 - トリエステ中央駅
フレッチャロッサ、インターシティ、インターシティ・ノッテ、レギオナルレール（ヴェネツィア・ウーディネ方面）
モンファルコネ駅 - トリエステ中央駅
レギオナルレール（ウーディネ方面の一部列車）
ミラマール駅 - トリエステ中央駅
レギオナルレール（リュブリャナ方面）
ヴィラ・オピチーナ駅 - トリエステ中央駅
ユーロシティ（リュブリャナ方面）※スロベニア国鉄と共同運行
ヴィラ・オピチーナ駅 - トリエステ中央駅